# Винское сельское поселение
Винское сельское поселение — упразднённое муниципальное образование в Крестецком муниципальном районе Новгородской области России, существовавшее в 2005—2010 годах.
Административный центр — деревня Вины.
Территория сельского поселения расположена в центральной части Новгородской области, к северо-западу от посёлка Крестцы. По территории муниципального образования протекает река Холова с притоками Мошня, Винка, Олешонка, Ветренка и Сиверка.
Винское сельское поселение было образовано в соответствии с законом Новгородской области от 11 ноября 2005 года № 559-ОЗ. Упразднено областной законом № 719-ОЗ от 12 апреля 2010 года.

## Населённые пункты
На территории сельского поселения расположены 18 населённых пунктов (деревень): Амосово, Ветренка, Вины, Волна, Горбуново, Далево, Ересино, Жихарево, Заречное Рыдино, Курино, Невская, Новое Рыдино, Ольховка, Сивера, Снетцы, Теребушово, Холова и Шеребуть.

## Транспорт
По территории сельского поселения проходит федеральная автомобильная дорога «Россия» М10 (E 105).